# On the Outside Looking In
On the Outside Looking In – drugi studyjny album amerykańskie zespołu 8Ball & MJG. Został wydany 24 maja 1994 nakładem wytwórni Suave House Records.

## Lista utworów
| Nr | Tytuł                     | Goście                |
| -- | ------------------------- | --------------------- |
| 1  | Long Distance (Intro)     |                       |
| 2  | Lick 'Em Up Shot          |                       |
| 3  | Crumbz 2 Brixx            |                       |
| 4  | Players Night Out         |                       |
| 5  | Sesshead Funk Junky       | MC Breed              |
| 6  | So What U Sayin'          |                       |
| 7  | No Sellout                |                       |
| 8  | Anotha Day In Tha Hood    |                       |
| 9  | No Mercy                  |                       |
| 10 | On Tha Outside Lookin' In |                       |
| 11 | Break-A-Bitch College     |                       |
| 12 | Lay It Down               | Thorough & Crime Boss |